# 의정부 KB손해보험 스타즈
의정부 KB손해보험 스타즈 배구단(Uijeongbu KB Insurance Stars Volleyball Club)은 한국배구연맹에 속한 대한민국의 프로 배구단으로 1976년에 창단한 금성통신 배구단이 모체다.
연고지는 경기도 의정부시이며, 2017-2018시즌부터 경기도 의정부시 녹양동 의정부실내체육관을 홈 구장으로 사용하고 있다.

## 연혁
- 광복 이후 철도국 배구단으로 창단되어 몇 년 후 체신부로 이관되었다.
- 1976년 6월 24일 럭키그룹에 인수되어 금성통신 배구단으로 구단명 변경
- 1982년 9월 1일 금성사로 소속을 옮김
- 1986년 스포츠 법인 럭키금성 스포츠에 통합
- 1992년 8월 1일 럭키금성그룹 계열사 럭키화재해상보험이 인수
- 1995년 모기업명 변경에 따라 LG화재로 변경
- 1999년 LG그룹 계열에서 분리
- 2005년 한국배구연맹에 LG화재 그레이터스 배구단이라는 구단명으로 가입
- 2006년 4월 1일 LIG손해보험 중심으로 한 LIG그룹의 출범 뒤 인수로 LIG손해보험으로 구단명 변경
- 2012년 8월 26일 2012 수원 KOVO컵 대회에서 삼성화재를 3:0으로 꺾고 창단 이래 KOVO 주관 대회 첫 우승
- 2015년 6월 24일 KB금융그룹에 인수, 구단명을 KB손해보험 스타즈로 변경
- 2017년 7월 17일 연고지를 경상북도 구미시에서 경기도 의정부시로 이전

## 역대 성적

### 프로출범 이전
- 2000, 2001년 한국 실업 배구 대제전 3위
- 2002년 한국 배구 슈퍼리그 3위
- 2003년 한국 실업 배구 대제전 2위

### 프로출범 이후
- 2005 V리그 3위
- 2005-2006 V리그 3위
- 2006-2007.2007-2008.2008-2009 V리그 4위
- 2007 KOVO컵 마산 프로배구 준우승
- 2012 KOVO컵 수원 프로배구 우승(3:0 대 삼성화재) - KOVO 주관 메이저 대회 창단 이래 첫 우승
- 2021-2022 V리그 준우승

## 통산 기록
| 의정부 KB손해보험 스타즈 | 의정부 KB손해보험 스타즈 | 의정부 KB손해보험 스타즈 | 의정부 KB손해보험 스타즈 | 의정부 KB손해보험 스타즈 | 의정부 KB손해보험 스타즈 | 의정부 KB손해보험 스타즈 |
| 시즌                     | 정규순위                 | 포스트시즌               | 경기수                   | 승                       | 패                       | 승점                     |
| ------------------------ | ------------------------ | ------------------------ | ------------------------ | ------------------------ | ------------------------ | ------------------------ |
| 2005                     | 3                        | 플레이오프               | 20                       | 9                        | 11                       | 29                       |
| 2005–06                  | 3                        | 플레이오프               | 35                       | 16                       | 19                       | 16                       |
| 2006–07                  | 4                        | 진출 실패                | 30                       | 14                       | 16                       | 14                       |
| 2007–08                  | 4                        | 진출 실패                | 35                       | 15                       | 20                       | 15                       |
| 2008–09                  | 4                        | 진출 실패                | 35                       | 17                       | 18                       | 17                       |
| 2009–10                  | 4                        | 진출 실패                | 36                       | 24                       | 12                       | -                        |
| 2010–11                  | 4                        | 준플레이오프             | 30                       | 15                       | 15                       | -                        |
| 2011–12                  | 6                        | 진출 실패                | 36                       | 11                       | 25                       | 33                       |
| 2012–13                  | 5                        | 진출 실패                | 30                       | 13                       | 17                       | 42                       |
| 2013–14                  | 5                        | 진출 실패                | 30                       | 12                       | 18                       | 37                       |
| 2014–15                  | 6                        | 진출 실패                | 36                       | 13                       | 23                       | 36                       |
| 2015-16                  | 6                        | 진출 실패                | 36                       | 10                       | 25                       | 28                       |
| 2016–17                  | 6                        | 진출 실패                | 36                       | 14                       | 22                       | 43                       |
| 2017-18                  | 4                        | 진출 실패                | 36                       | 19                       | 17                       | 54                       |
| 2018-19                  | 6                        | 진출 실패                | 36                       | 16                       | 20                       | 46                       |
| 2019-20                  | 6                        | 진출 실패                | 33                       | 10                       | 23                       | 31                       |
| 2020–21                  | 3                        | 준플레이오프             | 36                       | 19                       | 17                       | 58                       |
| 2021-22                  | 2                        | 준우승                   | 36                       | 19                       | 17                       | 62                       |
| 2022-23                  | 6                        | 진출 실패                | 36                       | 15                       | 17                       | 42                       |
| 2023-24                  | 7                        | 진출 실패                | 36                       | 5                        | 31                       | 21                       |
| 2024-25                  | 3                        | 플레이오프               | 36                       | 24                       | 12                       | 69                       |

## 선수단

### 현재 선수단
| 번호 | 포지션 | 이름          | 데뷔년도       | 이적년도         |
| ---- | ------ | ------------- | -------------- | ---------------- |
| 1    | 레프트 | 정동근        | 2015(삼성화재) | 2018(한국전력)   |
| 2    | 세터   | 황택의        | 2016           |                  |
| 3    | 세터   | 신승훈        | 2021           |                  |
| 4    | 리베로 | 정민수        | 2013(우리카드) | 2018(우리카드)   |
| 5    | 리베로 | 김도훈        | 2020           |                  |
| 6    | 레프트 | 김정호        | 2017(삼성화재) | 2018(삼성화재)   |
| 7    | 센터   | 박진우        | 2012(드림식스) | 2019(우리카드)   |
| 8    | 레프트 | 홍상혁        | 2019           |                  |
| 9    | 레프트 | 한성정        | 2017(우리카드) | 2021(우리카드)   |
|      | 라이트 | 니콜라 멜라냑 | 2022           |                  |
| 10   | 라이트 | 한국민        | 2018           |                  |
| 11   | 센터   | 김홍정        | 2009(삼성화재) | 2017(OK저축은행) |
| 13   | 라이트 | 손준영        | 2021           |                  |
| 15   | 센터   | 우상조        | 2014(한국전력) | 2019(우리카드)   |
| 17   | 세터   | 양준식        | 2012(한국전력) | 2014(한국전력)   |
| 19   | 센터   | 양희준        | 2021           |                  |

#### 군 입대
| 포지션 | 이름   | 데뷔년도 | 이적년도 | 군 입대년도 |
| ------ | ------ | -------- | -------- | ----------- |
| 세터   | 최익제 | 2017     |          | 2021(상무)  |

### 역대 주요 선수
- 강두태
- 강만수
- 김요한
- 김호철
- 이경수 (사상 첫 공격득점 2,000점 달성)
- 이정철
- 황현주

## 응원단
- 아나운서 : 한성규
- 응원단장 : 정영석
- 치어리더 : 김도아, 김서은, 박현영, 배수현, 안이랑, 오채현, 유보영, 이지현, 장은유

## 같이 보기
- KB금융그룹
- KB손해보험
- 청주 KB 스타즈